# حصن التراب (حكاية عائلة موريسكية)
حصن التراب رواية للروائي المصري أحمد عبد اللطيف. صدرت الرواية لأوّل مرة عام 2017 عن دار العين للنشر في القاهرة. ودخلت في القائمة الطويلة للجائزة العالمية للرواية العربية لعام 2018، المعروفة باسم «جائزة بوكر العربية».

## حول الرواية
يروي الكاتب والباحث المصري «أحمد عبد اللطيف» في هذه الرواية حكاية حصن التراب، وهي قرية إسبانية قريبة من غرناطة، ابان مرحلة حرجة في التاريخ العربي، لحظة سقوط الأندلس وما تبعها من نصب محاكم التفتيش وتعذيب المسلمين وتنصيرهم. ومن خلال عائلة «محمد دي مولينا»، يحيك المؤلف رواية أجيال تمتد على مدار ثلاثة قرون. تنطلق من قبل سقوط غرناطة عام 1492 وتنتهي بأزمة أفراد العائلة الذين وصلوا تطوان بعد التهجير وتجسدت أزمة الهوية: إذ طردوا من إسبانيا لأنهم مسلمون عرب واضطهدوا في تطوان لأنهم مسيحيون إسبان، إنها حكاية عائلة موريسكية.